# Equipe portorriquenha na Copa Billie Jean King
A equipe portorriquenha na Copa Billie Jean King representa Porto Rico na Copa Billie Jean King, principal competição de tênis feminina por equipes do mundo. É administrada pela Asociación de Tenis de Puerto Rico.

## História
Porto Rico competiu pela primeira vez em 1992. Seu melhor resultado foi chegar aos play-offs do Grupo Mundial de 2005.

## Última escalação
Para o Grupo II das Américas de 2022, em abril:
- Daniella O'Neill Garcia
- Sara Isabel Snyder
- Natalia Perez
- Julieanne Bou
- Yolimar Ogando